# R. Frank Atkinson

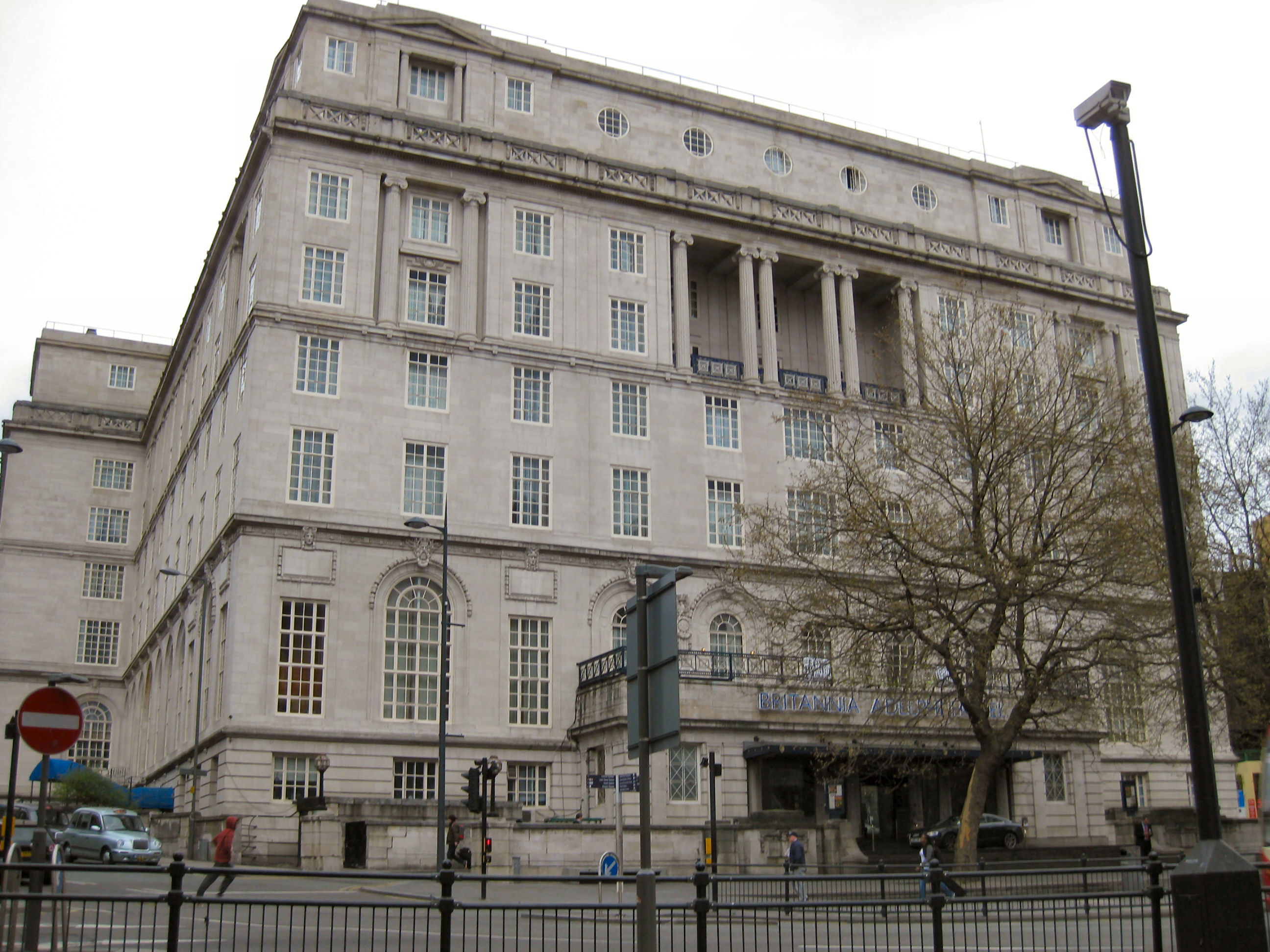
L'Adelhpi Hotel de Liverpool.

Robert Frank Atkinson, né en 1869 à Liverpool, dans le nord de l'Angleterre, et mort le 15 juin 1923 à Leeds, est un architecte anglais.

## Carrière
Atkinson commence sa carrière en tant qu'assistant-stagiaire auprès de l'architecte John Francis Doyle à Liverpool. Après avoir terminé son stage, il reste l'assistant de Doyle durant six ans. Il ouvre ensuite son propre bureau à Liverpool en 1897, puis à Londres en 1901. Dans son bureau de Londres, il emploie Robert Atkinson (en) (avec qui il n'a aucune relation familiale) en tant qu'assistant. Ce dernier devient par la suite un grand architecte.
En 1907, Atkinson collabore avec l'architecte Daniel Burnham, originaire de Chicago, pour concevoir le nouveau magasin Selfridges de la Oxford Street de Londres à partir d'une structure en acier. La façade du magasin, conçue par Francis S. Swales, est inspirée de celle du Palais  des Tuileries de Paris. Elle comporte de nombreuses colonnes ioniques séparées par des panneaux de métal et de verre. Ce bâtiment inspirera beaucoup d'architectes londoniens jusqu'en 1939.
En 1912, Atkinson fait partie des six architectes retenus par le jury de la société Whiteley Homes pour leurs propositions de plans pour le Whiteley Village (en), un village de retraite situé dans le comté de Surrey. Chaque architecte reçoit alors 50 livres sterling pour ses plans. Ce sont finalement les plans d'Atkinson qui sont retenus ; Atkison obtient une récompense de 150 livres. Même si un grand nombre de ses propositions de bâtiment ont dû être supprimées par manque de fonds, sa « toile d'araignée » octogonale qui doit être installée au centre du village est retenue.
Également en 1912, Atkinson conçoit l'Adelphi Hotel de Liverpool pour la société ferroviaire Midland Railway,. À son ouverture en 1914, l'établissement est décrit comme « l'un des hôtels les plus grandioses du monde » ; c'est toujours le plus grand hôtel de la ville.
Durant la Première Guerre mondiale, voyant sa popularité baisser en Angleterre, Atkinson part s'installer à Dublin, en Irlande, où il travaille au sein du bureau Ashley & Coleman. Il a probablement conçu la nouvelle façade du grand magasin Clerys (en), de l'O'Connell Street, construite en 1853 puis détruite durant l'Insurrection de Pâques 1916. Ce bâtiment est une version réduite du magasin Selfridges de Londres. Le 10 janvier 1918, Atkinson donne une conférence sur les hôtels auprès de l'Association architectural d'Irlande.